# Moio de’ Calvi

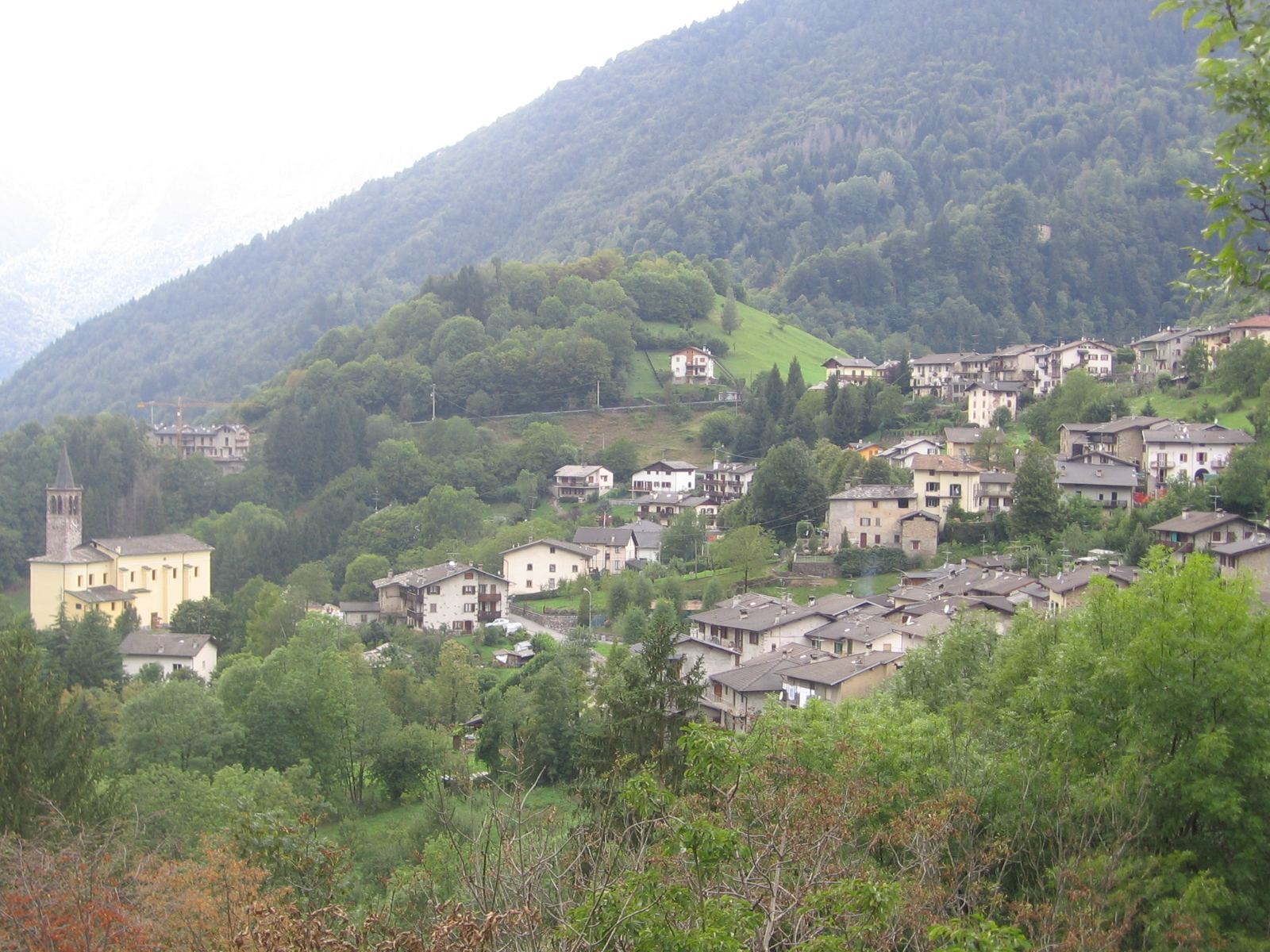
Moio de’ Calvi (2007)

Moio de’ Calvi ist eine Gemeinde mit 207 Einwohnern (Stand 31. Dezember 2023) in der Provinz Bergamo in der italienischen Region Lombardei.

## Geographie
Moio de’ Calvi liegt 30 km nördlich der Provinzhauptstadt Bergamo und 70 km nordöstlich der Metropole Mailand.
Die Nachbargemeinden sind Isola di Fondra, Lenna, Piazzatorre, Piazzolo, Roncobello und Valnegra.

## Sehenswürdigkeiten
- Die Pfarrkirche San Mattia wurde im 15. Jahrhundert errichtet und zwei Jahrhunderte später restauriert. Der Kirchturm ist im romanischen Stile gehalten und enthält barocke Ornamente.

- Das Casa Calvi wurde im venezianischen Stile erbaut.